# Massaker von Kfar Aza

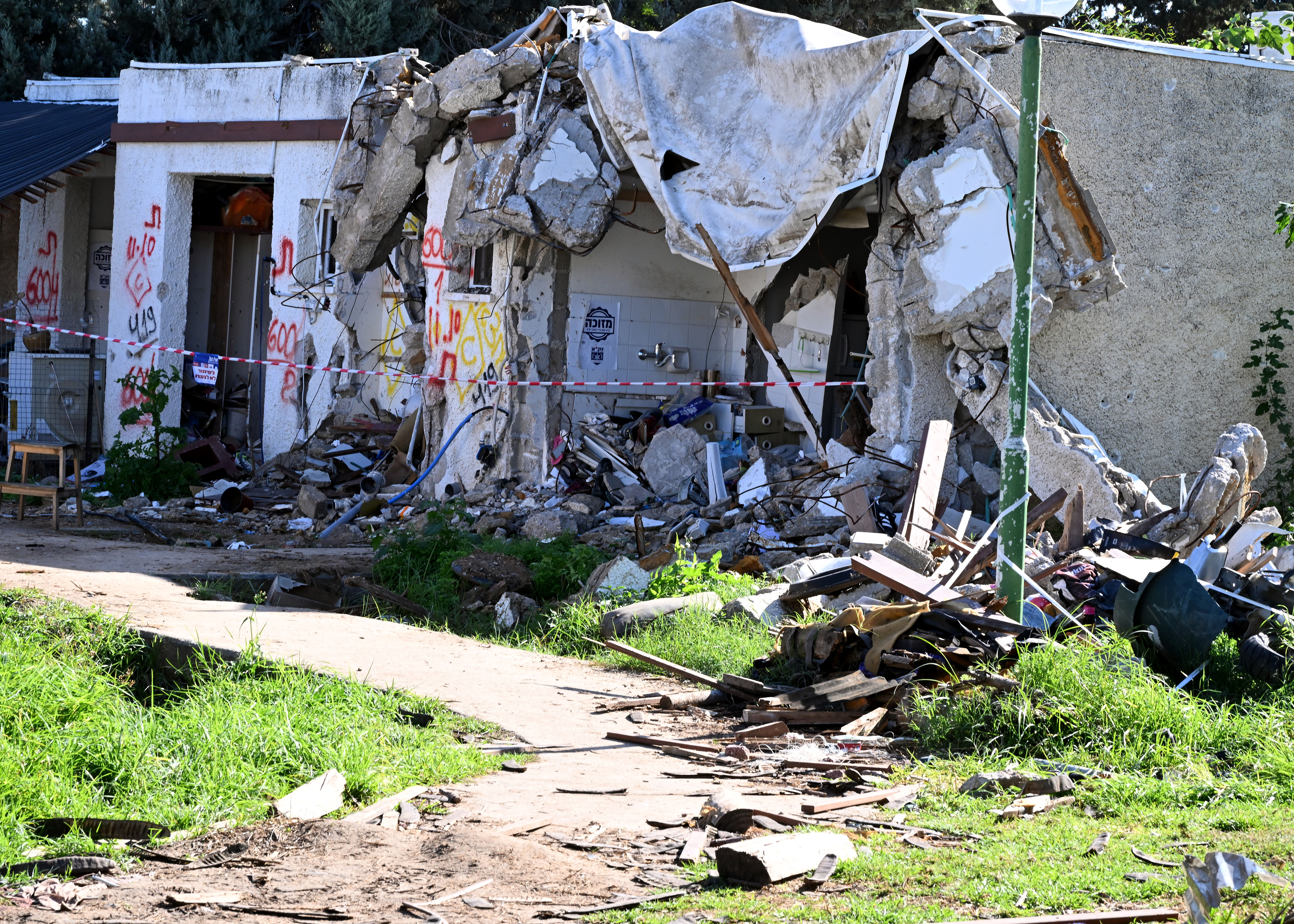
Zerstörtes Gebäude in Kfar Aza

Das Massaker von Kfar Aza ereignete sich während des Terrorangriffs der Hamas auf Israel ab 7. Oktober 2023 in Israels Südbezirk im nahe der „Grünen Linie“ zum Gazastreifen gelegenen Kibbuz Kfar Aza, als militant-islamistische Palästinenser unter Führung der Terrororganisation Hamas nach Durchbrechen der Sperranlagen um den Gazastreifen in den Kibbuz eingedrungen waren und dort 62 Menschen, darunter auch ganze Familien, ermordeten. Die in Kfar Aza eingedrungenen Terroristen verübten Brandstiftungen, Vergewaltigungen, Folterungen und Verstümmelungen. 19 Einwohner von Kfar Aza wurden als Geiseln in den Gazastreifen verschleppt und dort in Geiselhaft genommen. Der israelischen Armee (IDF) gelang es erst am Nachmittag des 10. Oktober 2023 den Kibbuz und dessen nähere Umgebung zu befreien und gegen ein wiederholtes Eindringen von Terroristen zu sichern.
Beim Achttägigen Waffenstillstand ab 24. November 2023 und den zunächst auf 42 Tage befristeten Waffenstillstand ab 19. Januar 2025 kamen im laufenden Gazakrieg bis Anfang Februar 2025 insgesamt 15 der im Gazastreifen festgehaltenen Geiseln frei. Zwei weitere Geiseln waren im Dezember 2023 im Gazastreifen von israelischen Soldaten irrtümlich für Kämpfer der Hamas gehalten und getötet worden. Die aus Kfar Aza entführten Zwillingsbrüder Gali und Ziv Berman befinden sich weiterhin in den Händen der Hamas oder einer verbündeten Terrorgruppe (Stand: Juni 2025).

## Lage und Beschreibung
Der 1951 gegründete Kibbuz Kfar Aza liegt weniger als zwei Kilometer von der Ostgrenze des Gazastreifens entfernt und hatte zum Zeitpunkt des Angriffs mehr als 750 Einwohner. Überregionale Bekanntheit haben das hier ansässige Kunststoffunternehmen Kafrit Industries und das in Israel führende Verstärker- und Beleuchtungsunternehmen Sincopa 2002.

## Terrorangriff der Hamas
Die Bewohner von Kfar Aza waren am 7. Oktober 2023 gegen 06:30 Uhr Ortszeit durch die automatische Textnachricht Tzeva Adom per Mobiler App vor Raketenangriffen aus dem Gazastreifen gewarnt worden, weshalb sie sich teilweise in die zu diesem Zweck errichteten Schutzräume ihrer Häuser begaben. Während des Raketenbeschusses durchbrachen Terroristen die Grenzanlagen, wobei die im Gebiet Kfar Aza an der Grenze stationierten IDF-Truppen des 13. Bataillons der Golani-Brigade und des 77. Bataillons der 7. Panzerbrigade überwältigt wurden. Ab etwa 6:50 Uhr konnten Terroristen den Sicherheitszaun des Kibbuz an zwei Stellen im Bereich der Solarfarm im Norden und bei den neuen Wohnvierteln im Südwesten durchbrechen; zuvor waren gegen 6:42 Uhr bereits sechs Hamas-Terroristen mit drei Motorschirmen im Kibbuz gelandet und hatten strategische Punkte besetzt. Die erste Angriffswelle bestand aus Hamas-Terroristen der Eliteeinheit Nuchba aus den Bataillonen Daraj-Tuffah und Scheich Radwan der Gaza-Stadt-Brigade. Bis etwa 7 Uhr drangen schätzungsweise 50 bis 80 Terroristen zu Fuß, mit Motorrädern und Pick-ups in Kfar Aza ein. Bis dahin hatten sich aufgrund der unklaren Gesamtlage und fehlender Koordinierung nur ein Panzer und drei weitere IDF-Fahrzeuge Kfar Aza genähert, mussten sich jedoch aufgrund des Beschusses wieder zurückziehen.
Das aus 14 Einwohnern mit teils militärischer Vorerfahrung bestehende Sicherheitsteam der Siedlung (hebräisch כִּתַּת כּוֹנְנוּת kittat kōnenūt, deutsch ‚Bereitschaftszug‘) war auf sich alleine gestellt, verfügte nicht über tragbare Funkgeräte und musste sich erst in der Waffenkammer im Zentrum des Kibbuz sammeln und ausrüsten, wobei sie im Bereich der Waffenkammer in einen bis etwa 8:10 Uhr andauernden Kampf mit den eingedrungenen Hamas-Terroristen verwickelt wurden. Im Zuge dieses Gefechts wurden sieben Mitglieder des Sicherheitsteams, darunter der Leiter Tal Eilon, getötet und ein achtes Mitglied verwundet. Erst um 7:34 Uhr wurde eine erste SMS an die Bewohner von Kfar Aza verschickt, die sie vor einer terroristischen Infiltration warnte. Der für die Notrufe der Siedlung zuständige Dorit Wertheim war kurz zuvor getötet worden. Innerhalb einer Stunde nach Angriffsbeginn war der Kibbuz vollständig von den Angreifern besetzt. Gegen 8 Uhr befanden sich nach IDF-Angaben bereits etwa 150 Terroristen in Kfar Aza.
Diese gingen von Haus zu Haus und ermordeten ganze Familien, während andere als Geiseln in den Gazastreifen verschleppt wurden. Häuser, in denen sich Menschen in Schutzräumen verbarrikadiert hatten, wurden in Brand gesetzt oder mit Granaten angegriffen. Israelische Soldaten und Mitarbeiter der Organisation ZAKA berichteten, dass einige der später aufgefundenen Leichen gefesselt, verbrannt und enthauptet waren, sowie Spuren von Folter und Vergewaltigungen aufwiesen. Unter anderem sei die Leiche eines kleinen Kindes mit einem Messer im Kopf geborgen worden. Ein Nuchba-Kämpfer der Qassam-Brigaden, der in Kfar Aza gefangen genommenen wurde, bezeugte mit seinen Äußerungen im Verhör beim Schin Bet beispielhaft, wie tief die Entmenschlichung bei den Mitgliedern dieser Elitekämpfer der Hamas verwurzelt ist:

„Unser Auftrag war nur das Töten. Wir sollten nicht gefangen nehmen, nur töten. Wir sollten jeden töten, den wir sehen, und dann zurückkehren. Töten, ohne zwischen Männern, Frauen und Kindern zu unterscheiden. Sie sagten uns, dass alle Siedler Soldaten seien. Tötet jeden, den ihr seht.“

Zu den Getöteten gehörte Ofir Libstein, Vorsitzender der Regionalverwaltung von Scha’ar HaNegev, dessen 19-jähriger Sohn und seine 81-jährige Schwiegermutter. Zu den weiteren Todesopfern zählen der Filmproduzent und Schauspieler Yahav Winner, der Ynet-Pressefotograf Roee Idan, der die ersten Momente des Angriffs gefilmt hatte und zusammen mit seiner Frau ums Leben kam, eine philippinische Staatsbürgerin und eine US-amerikanisch-israelische Doppelstaatsbürgerin, die gemeinsam mit ihrem Ehemann getötet worden war.

## Kämpfe zur Rückeroberung
Dem Untersuchungsbericht zufolge drangen die ersten IDF-Truppen, 18 Soldaten der Golani-Brigade, um 8:33 Uhr mit einem gepanzerten Mannschaftstransportwagen vom Typ Namer durch eines der Zufahrtstore in das südliche Viertel des Kibbuz vor, wo sie kurze Zeit später auf den in Kfar Aza lebenden Brigadegeneral Yisrael Shomer trafen, den Kommandeur der 146. IDF-Reservedivision. Dieser hatte seine Familie im Schutzraum des Hauses untergebracht, sich mit dem Gewehr eines gefallenen Mitglieds des örtlichen Sicherheitsteams bewaffnet und im Anschluss den Kampf gegen die Terroristen aufgenommen, wobei er den IDF-Generalstabschef Herzi Halewi telefonisch über die Vorgänge in Kfar Aza informieren konnte. Shomer wurde im Juni 2024 zum Leiter der IDF-Operationsdivision befördert.
Bei der anschließenden Durchsuchung von Wohnhäusern im Süden des Kibbuz kam es zu mehreren Schusswechseln mit Terroristen, während acht weitere Soldaten und Polizisten bis etwa 9:45 Uhr eintrafen und sich zu den neuen Vierteln im Südwesten und dem Viertel „Junge Generation“ im Nordwesten begaben, wo sie von den Terroristen in Kämpfe verwickelt und zum Rückzug gezwungen wurden. Zwischenzeitlich gelang es weiteren Terroristen, den Sicherheitszaun in der Nähe des Viertels „Junge Generation“ zu durchbrechen und in den Kibbuz einzudringen. Laut IDF befanden sich gegen 10 Uhr bereits etwa 250 Terroristen in der Siedlung, darunter 120 bis 165 Mitglieder der Eliteeinheit Nuchba der Hamas und 80 weitere Hamas-Angehörige, sowie Mitglieder des Palästinensischen Islamischen Dschihad und weitere Palästinenser. Ihnen gegenüber standen zu diesem Zeitpunkt nur rund 30 Sicherheitskräfte. 
Bis 12 Uhr trafen Mitglieder der IDF-Eliteverbände Sajeret Matkal, Jechidat Duvdevan und Maglan, sowie weitere Einheiten der Golani-Brigade und Polizei bei Kfar Aza ein. Es entbrannten schwere Kämpfe, unter anderem am Haupteingang im Südosten und beim Viertel „Junge Generation“ im Nordwesten, wobei zwischen 10:35 Uhr und 10:40 Uhr ein Soldat von Duvdevan und vier Soldaten von Sajeret Matkal getötet wurden. Ein weiterer Soldat von Duvdevan wurde so schwer verwundet, dass er rund ein Jahr später seinen Verletzungen erlag. Nachdem zu Angriffsbeginn bereits 37 Bewohner von Kfar Aza getötet worden waren, wurden zwischen 8:30 Uhr – als die ersten Truppen in Kfar Aza einmarschierten – und 12:00 Uhr 18 weitere Bewohner getötet. Alle 19 Entführungen fanden zwischen 10:30 Uhr und 12:00 Uhr statt. Allein im Viertel „Junge Generation“, wo sich die Angreifer nahezu ungehindert bewegen konnten, wurden von 37 Bewohnern elf getötet und sieben entführt.
Erst um 13:52 Uhr traf der Kommandeur des 13. Bataillons der Golani-Brigade, Oberstleutnant Tomer Grinberg, mit weiteren Kräften in Kfar Aza ein, dem es mit dem später eintreffenden Givʿati-Brigadekommandeur, Oberst Liron Batito gelang, das Vorgehen der Truppen besser zu koordinieren. Grinberg, der an diesem Tag auch die Kämpfe in Sa’ad und Nir Oz leitete, wurde am 12. Dezember 2023 während der Bodenoffensive im Gazastreifen getötet. Die Truppen gingen im Kibbuz von Haus zu Haus vor. Bis 18:30 Uhr waren insgesamt 765 israelische Soldaten in der Siedlung im Einsatz und wurden ab etwa 18 Uhr von drei Panzern unterstützt. Die Anzahl der noch in Kfar Aza befindlichen Terroristen wurde zu diesem Zeitpunkt auf 50 bis 100 geschätzt. Zwischen 12 Uhr und 18:30 Uhr ermordeten Terroristen sieben weitere Bewohner, während in diesem Zeitraum acht Sicherheitskräfte bei Kampfhandlungen getötet wurden. Bei Einbruch der Dunkelheit befanden sich bereits etwa 1000 israelische Soldaten in Kfar Aza, die inzwischen von Drohnen und Hubschraubern der israelischen Luftwaffe (IAF) unterstützt wurden, welche ihre Angriffe aus Sorge vor Eigenbeschuss auf das Umfeld von Kfar Aza konzentrierten. Laut einem Bericht der Jerusalem Post, der sich auf die offizielle Untersuchung der IDF berief, seien 87 Drohnen, 53 Hubschrauber und 12 Kampfflugzeuge im Großraum Kfar Aza im Einsatz gewesen. Erst um 23 Uhr begannen die israelischen Streitkräfte mit der organisierten Evakuierung der Bewohner von Kfar Aza.
Während der Nacht, sowie am Sonntag (8. Oktober) und Montag (9. Oktober) kam es im Kibbuz noch zu Schusswechseln mit verschanzten bzw. verbarrikadierten Terroristen, wobei ein Offizier der Givʿati-Brigade und ein Soldat der Nachal-Brigade getötet wurden. Der letzte Schusswechsel fand am Dienstag (10. Oktober) um 17 Uhr statt, als Soldaten einen Hamas-Terroristen töteten, der sich im neuen Viertel des Kibbuz versteckt gehalten hatte. 
Nach Beendigung der Kämpfe wurden in Kfar Aza die Leichen von 101 Terroristen gefunden. Die Leichen von 50 weiteren Terroristen, welche vorwiegend durch Luftangriffe getötet worden waren, konnten außerhalb des Kibbuz aufgefunden werden. 

## Untersuchungsbericht
Am 3. März 2025 präsentierten die israelischen Streitkräfte ihre Untersuchung der Vorgänge in Kfar Aza; nach dem Massaker von Be’eri die erst zweite von rund 40, die öffentlich gemacht wurde. Durchgeführt wurde die Untersuchung von einem Team unter der Leitung von Oberst Oded Ziman, Kommandeur der 55. Reserve-Fallschirmjägerbrigade. Das Team teilte mit, unter anderem Aufnahmen von Body-Cams der Terroristen, WhatsApp-Nachrichten der Bewohner und Überwachungsvideos ausgewertet, sowie Interviews mit Überlebenden, ehemaligen Geiseln und Verteidigern des Kibbuz geführt zu haben. Die Untersuchung kam zu dem Schluss, dass die israelischen Streitkräfte bei ihrer Mission zum Schutz der Bewohner von Kfar Aza versagt haben, und zwar vor allem deshalb, weil das Militär sich nie auf ein derartiges Ereignis vorbereitet hatte. Der Kibbuz sei auf keinen derartigen Bodenangriff vorbereitet gewesen, weshalb er innerhalb der ersten Stunde nach dem Angriff von Terroristen eingenommen wurde.
Die erst eine Stunde später nach und nach ankommenden Truppen verfügten über keine Befehls- und Kontrollinstanz, weshalb ihr Vorgehen langsam, ohne einheitlicher Führung und unkoordiniert erfolgte. Eines der Hauptprobleme habe darin bestanden, dass es nicht gelang, den Kibbuz abzuriegeln, was das Eindringen weiterer Terroristen verhindert hätte. Während des Angriffs waren etwa 24 verschiedene israelische Einheiten in den Kampf gegen die Hamas in Kfar Aza verwickelt, und bis zu den Nachtstunden auf den 8. Oktober gab es kaum Koordination zwischen ihnen. Dies habe unter anderem dazu geführt, dass sich die Terroristen im Viertel der „Jungen Generation“ bis etwa 12:50 Uhr nahezu frei bewegen konnten. Das Chaos sei dadurch verschärft worden, dass die für das Gebiet zuständige Gaza-Division der Armee in ihrem Hauptquartier bei Reʿim von Terroristen überrannt wurde und nicht in der Lage war, den Soldaten Informationen oder ein Lagebild zu liefern. Um 11 Uhr war der damalige Kommandeur der 98. Division, Generalmajor Dan Goldfus, in Kfar Aza eingetroffen, bevor er aufbrach, um andere nahegelegene Siedlungen zu überprüfen. Er sprach auch mit dem Kommandeur des Südkommandos, Generalmajor Yaron Finkelman, und versuchte, zusammen mit dem Kommandeur der Kommandobrigade, Oberst Omer Cohen, das Kommando über das Gebiet zu übernehmen. Die Bemühungen, Befehl und Kontrolle zu übernehmen, hatten zu diesem Zeitpunkt kaum Auswirkungen auf den Ausgang der Schlacht. Die Befreiung der Siedlung von Terroristen habe drei Tage gedauert. Darüber hinaus kam es zu erheblichen Verzögerungen bei der Evakuierung der Zivilisten, welche erst am 7. Oktober spät in der Nacht begannen.
Laut Untersuchungsbericht wurden am 7. Oktober 2023 in Kfar Aza 62 Einwohner und 18 Sicherheitskräfte getötet. Unter den getöteten Einwohnern befanden sich fünf aktive Angehörige der IDF und ein Mitglied des Inlandsgeheimdienstes Schin Bet. 19 Zivilisten wurden als Geiseln genommen und in den Gazastreifen verschleppt. Bei den Kämpfen wurde fast jedes Haus in der Siedlung beschädigt oder zerstört. Zwei Geiseln aus Kfar Aza wurden später irrtümlich von israelischen Truppen getötet, als sie versuchten, ihren Entführern im Gazastreifen zu entkommen, was die Zahl der Getöteten aus der Siedlung auf 64 erhöhte.

## Nach der Rückeroberung
Kfar Aza wurde zur militärischen Sperrzone erklärt und die meisten der verbliebenen Bewohner in eine Hotelanlage nördlich von Tel Aviv evakuiert.
Noch am 10. Oktober wurde internationalen Journalisten der Zutritt nach Kfar Aza gewährt, um Zweifel an den durch die israelischen Behörden geschilderten Gräueltaten der Terroristen zu zerstreuen. In den folgenden Wochen wurde der Kibbuz unter anderem von der Geschäftsträgerin der US-Botschaft, Stephanie Hallet, der New Yorker Gouverneurin Kathy Hochul und dem US-Unternehmer Elon Musk, sowie den ehemaligen Premierministern Frankreichs, Großbritanniens und Australiens, Manuel Valls, Boris Johnson und Scott Morrison besucht. Im Dezember wurde Kfar Aza von einer Delegation des Europäischen Parlaments, darunter Nathalie Loiseau, David McAllister, Rasa Juknevičienė und Attila Ara-Kovács, einer deutschen Bildungsdelegation unter Bildungsministerin Bettina Stark-Watzinger, dem ehemaligen Gouverneur von Arkansas, Mike Huckabee, sowie Ivanka Trump und Jared Kushner, Tochter und Schwiegersohn des ehemaligen US-Präsidenten Donald Trump, besucht.
Vom 6. bis 13. Dezember 2023 wurde eine Gruppe von ca. 40 Jugendlichen im Alter von 15–17 Jahren aus dem Kibbutz Kfar Aza von der Zentralwohlfahrtsstelle der Juden in Deutschland im Max-Willner-Heim in Bad Sobernheim beherbergt, um ihnen eine Auszeit und Ablenkung nach den traumatischen Erlebnissen zu ermöglichen.
Im Januar 2024 wurde Kfar Aza von einer Delegation muslimischer sowie hinduistischer Journalisten und Social-Media-Influencer besichtigt. Die Besichtigung wurde von der Organisation Sharaka geleitet, einer Basisorganisation, die sich zum Ziel gesetzt hat, die Bindung zwischen Israel und der arabischen bzw. muslimischen Welt zu stärken.
Im April 2024 befand sich noch fast die Hälfte der Bewohner und Bewohnerinnen von Kfar Aza in einem Hotel und neu errichteten Wohnanlagen des Kibbuz Schefajim. Das Tekuma-Direktorat, das mit der Sanierung des Grenzgebiets zu Gaza beauftragt ist, gab im Dezember 2024 bekannt, dass im Rahmen der Sanierung von Kfar Aza 360 Wohngebäude und 40 öffentliche Gebäude renoviert oder neu errichtet werden müssen. 97 Gebäude des Kibbuz würden abgerissen, für 48 weitere Gebäude im Viertel „Junge Generation“ ist noch keine Entscheidung gefallen. Für die Arbeiten werden von der Behörde umgerechnet fast 56 Millionen US-Dollar zur Verfügung gestellt. Dazu gehören der Bau eines neuen Viertels für die junge Generation an einem anderen Ort im Kibbuz sowie eines neuen Wohnviertels.

## Schicksal der Geiseln
Am 26. November 2023 kam es im Zuge eines Waffenstillstandsabkommens und Gefangenenaustauschs zur Freilassung von 14 im Gazastreifen festgehaltenen Geiseln, davon 11 aus Kfar Aza, ausschließlich Frauen und Kinder. Am 30. November 2023 kam es zur Freilassung einer weiteren Geisel aus Kfar Aza, einer 40-jährigen Frau, deren Gefangennahme durch die Hamas erst am 29. Oktober bestätigt worden war.
Am 15. Dezember 2023 gaben die IDF bekannt, dass die beiden aus Kfar Aza entführten Geiseln Yotam Haim und Alon Shamriz in einem schwer umkämpften Gebiet in Gaza-Stadt versehentlich von Soldaten der Bislamach-Brigade erschossen worden seien, als diese ein Gebäude verlassen und sich auf die IDF-Truppen zubewegt hatten. Bei dem Vorfall sei auch eine dritte Geisel aus Nir Am getötet worden.
Am 19. Januar 2025, 471 Tage nach dem Hamas-Angriff, wurden zwei weitere aus dem Viertel „Junge Generation“ des Kibbuz verschleppte Frauen im Alter von 28 und 31 Jahren im Rahmen eines weiteren Waffenstillstandsabkommens freigelassen. Die Freilassung des aus Kfar Aza verschleppten US-amerikanisch-israelischen Doppelstaatsbürgers Keith Siegal (64) erfolgte am 1. Februar 2025. Dessen Frau Aviva war während des vorherigen Waffenstillstands im November 2023 freigelassen worden.